# Serie A Élite 2005-2006
La Serie A Élite 2005-2006 è stata la 37ª edizione del massimo campionato nazionale italiano di pallamano maschile.

Esso venne organizzato dalla Federazione Italiana Giuoco Handball.

La competizione è iniziata il 24 settembre 2005 e si è conclusa l'8 maggio 2006.

Il torneo fu vinto dall'Handball Club Conversano per la 3ª volta nella sua storia.

A retrocedere in serie A1 fu la Pallamano Secchia.

## Formula del torneo

### Prima fase
Il campionato si svolse tra 8 squadre che si affrontarono in una fase iniziale con la formula del girone unico all'italiana con partite di andata e di ritorno.

Per ogni incontro i punti assegnati in classifica sono così determinati:
- tre punti per la squadra che vinca l'incontro;
- un punto per il pareggio;
- zero punti per la squadra che perda l'incontro.

### Seconda fase
La seconda fase fu disputata con la formule del girone unico all'italiana con partite di sola andata; il calendario fu stilato in base ai piazzamenti della prima fase. (le prime 4 classificate disputarono 4 gare interne mentre le ultime 4 disputarono 3 gare interne).

Questa prima fase servi per determinare la griglia dei play off.

### Play off scudetto
I play off scudetto si disputarono con la formula dell'eliminazione diretta; i quarti di finale e le semifinali al meglio di due gare su tre mentre la finale al meglio delle tre gare su cinque.

La squadra 1ª classificata al termine dei play off fu proclamata campione d'Italia.

La squadra classificata all'8º posto al termine dei play off fu retrocessa in serie A1 durante la stagione successiva.

## Squadre partecipanti
| Città                 | Club           | Palasport               | Sponsor  | Stagione 2004-2005 |
| --------------------- | -------------- | ----------------------- | -------- | ------------------ |
| Bologna               | Bologna United | PalaSavena              |          | 5° in Serie A1     |
| Bressanone (BZ)       | Brixen         | Palasport di Bressanone | Forst    | 6° in Serie A1     |
| Conversano (BA)       | Conversano     | Pala San Giacomo        | Indeco   | 4° in Serie A1     |
| Gaeta (LT)            | Gaeta          | Arena Miramare          | Indeco   | 8° in Serie A1     |
| Merano (BZ)           | Meran          | Centro Carlo Wolf       | Indata   | Campione d'Italia  |
| Prato                 | Prato          | Pala Consiag            | Al.Pi.   | 7° in Serie A1     |
| Rubiera (RE) e Modena | Secchia        | Pala Bursi              | Gammadue | 3° in Serie A1     |
| Trieste               | Trieste        | Pala Chiarbola          |          | 2° in Serie A1     |

## Prima fase

### Classifica
|  | Pos. | Squadra        | Pt | G  | V  | N | S  | GF  | GS  | D   |
|  | ---- | -------------- | -- | -- | -- | - | -- | --- | --- | --- |
|  | 1.   | Brixen         | 31 | 14 | 10 | 1 | 3  | 409 | 385 | +24 |
|  | 2.   | Bologna United | 31 | 14 | 10 | 1 | 3  | 428 | 377 | +51 |
|  | 3.   | Conversano     | 27 | 14 | 8  | 3 | 3  | 418 | 380 | +38 |
|  | 4.   | Meran          | 23 | 14 | 7  | 2 | 5  | 412 | 383 | +29 |
|  | 5.   | Prato          | 18 | 14 | 5  | 3 | 6  | 350 | 374 | -24 |
|  | 6.   | Trieste        | 13 | 14 | 3  | 4 | 7  | 380 | 392 | -12 |
|  | 7.   | Gaeta          | 12 | 14 | 4  | 0 | 10 | 377 | 426 | -29 |
|  | 8.   | Secchia        | 5  | 14 | 1  | 2 | 11 | 375 | 432 | -57 |

## Seconda fase

### Classifica
|  | Pos. | Squadra        | Pt | G  | V  | N | S  | GF  | GS  | D    |
|  | ---- | -------------- | -- | -- | -- | - | -- | --- | --- | ---- |
|  | 1.   | Conversano     | 45 | 21 | 14 | 3 | 4  | 645 | 545 | +100 |
|  | 2.   | Bologna United | 44 | 21 | 14 | 2 | 5  | 630 | 580 | +50  |
|  | 3.   | Brixen         | 38 | 21 | 12 | 2 | 7  | 608 | 588 | +20  |
|  | 4.   | Meran          | 35 | 21 | 11 | 2 | 8  | 606 | 579 | +27  |
|  | 5.   | Prato          | 28 | 21 | 8  | 4 | 9  | 539 | 574 | -35  |
|  | 6.   | Trieste        | 24 | 21 | 6  | 6 | 9  | 604 | 608 | -4   |
|  | 7.   | Gaeta          | 21 | 21 | 7  | 0 | 14 | 571 | 634 | -63  |
|  | 8.   | Secchia        | 6  | 21 | 1  | 3 | 17 | 556 | 651 | -95  |

## Play off scudetto

### Tabellone principale
|  | Quarti di finale | Quarti di finale | Quarti di finale | Quarti di finale | Quarti di finale |        |                | Semifinali | Semifinali | Semifinali | Semifinali | Semifinali |  |  | Finale | Finale     | Finale | Finale | Finale | Finale | Finale |
|  |                  |                  |                  |                  |                  |        |                |            |            |            |            |            |  |  |        |            |        |        |        |        |        |
|  | 1                | Conversano       | 38               | 33               |                  |        |                |            |            |            |            |            |  |  |        |            |        |        |        |        |        |
|  | 8                | Secchia          | 26               | 25               |                  |        |                |            |            |            |            |            |  |  |        |            |        |        |        |        |        |
|  | 8                | Secchia          | 26               | 25               |                  | 1      | Conversano     | 32         | 34         |            |            |            |  |  |        |            |        |        |        |        |        |
|  |                  |                  |                  |                  |                  | 1      | Conversano     | 32         | 34         |            |            |            |  |  |        |            |        |        |        |        |        |
|  |                  | 5                | Prato            | 24               | 26               |        |                |            |            |            |            |            |  |  |        |            |        |        |        |        |        |
|  | 4                | 5                | Prato            | 24               | 26               | Meran  | 24             | 24         |            |            |            |            |  |  |        |            |        |        |        |        |        |
|  | 4                |                  |                  |                  |                  | Meran  | 24             | 24         |            |            |            |            |  |  |        |            |        |        |        |        |        |
|  | 5                | Prato            | 26               | 30               |                  |        |                |            |            |            |            |            |  |  |        |            |        |        |        |        |        |
|  |                  |                  |                  |                  |                  |        |                |            |            |            |            |            |  |  | 1      | Conversano | 30     | 28     | 24     |        |        |
|  |                  |                  | 3                | Brixen           | 22               | 21     | 22             |            |            |            |            |            |  |  |        |            |        |        |        |        |        |
|  | 2                | Bologna United   | 29               | 25               |                  |        |                |            |            |            |            |            |  |  |        |            |        |        |        |        |        |
|  | 7                | Gaeta            | 24               | 24               |                  |        |                |            |            |            |            |            |  |  |        |            |        |        |        |        |        |
|  | 7                | Gaeta            | 24               | 24               |                  | 2      | Bologna United | 24         | 25         |            |            |            |  |  |        |            |        |        |        |        |        |
|  |                  |                  |                  |                  |                  | 2      | Bologna United | 24         | 25         |            |            |            |  |  |        |            |        |        |        |        |        |
|  |                  | 3                | Brixen           | 29               | 32               |        |                |            |            |            |            |            |  |  |        |            |        |        |        |        |        |
|  | 3                | 3                | Brixen           | 29               | 32               | Brixen | 27             | 30         | 36         |            |            |            |  |  |        |            |        |        |        |        |        |
|  | 3                |                  |                  |                  |                  | Brixen | 27             | 30         | 36         |            |            |            |  |  |        |            |        |        |        |        |        |
|  | 6                | Trieste          | 26               | 32               | 34               |        |                |            |            |            |            |            |  |  |        |            |        |        |        |        |        |

### Risultati

#### Quarti di finale
| Squadra 1      | Squadra 2 | Gara 1                    | Gara 2                  | Gara 3                     |
| -------------- | --------- | ------------------------- | ----------------------- | -------------------------- |
| Conversano     | Secchia   | Conversano, 8 aprile 2006 | Rubiera, 11 aprile 2006 |                            |
| Conversano     | Secchia   | 38 - 26                   | 33 - 25                 |                            |
| Bologna United | Gaeta     | Bologna, 8 aprile 2006    | Gaeta, 11 aprile 2006   |                            |
| Bologna United | Gaeta     | 29 - 24                   | '25 - 24                |                            |
| Brixen         | Trieste   | Bressanone, 8 aprile 2006 | Trieste, 11 aprile 2006 | Bressanone, 18 aprile 2006 |
| Brixen         | Trieste   | 27 - 26                   | 30 - 32                 | 36 - 34                    |
| Meran          | Prato     | Merano, 8 aprile 2006     | Prato, 11 aprile 2006   |                            |
| Meran          | Prato     | 24 - 26                   | 24 - 30                 |                            |

#### Semifinali 1º/4º posto
| Squadra 1      | Squadra 2 | Gara 1                     | Gara 2                     | Gara 3 |
| -------------- | --------- | -------------------------- | -------------------------- | ------ |
| Conversano     | Prato     | Conversano, 22 aprile 2006 | Prato, 25 aprile 2006      |        |
| Conversano     | Prato     | 32 - 24                    | 34 - 26                    |        |
| Bologna United | Brixen    | Bologna, 22 aprile 2006    | Bressanone, 25 aprile 2006 |        |
| Bologna United | Brixen    | 24 - 29                    | 25 - 32                    |        |

#### Semifinali 5º/8º posto
| Squadra 1 | Squadra 2 | Gara 1                  | Gara 2                  | Gara 3 |
| --------- | --------- | ----------------------- | ----------------------- | ------ |
| Meran     | Secchia   | Merano, 22 aprile 2006  | Rubiera, 25 aprile 2006 |        |
| Meran     | Secchia   | 33 - 26                 | 30 - 29                 |        |
| Trieste   | Gaeta     | Trieste, 22 aprile 2006 | Gaeta, 25 aprile 2006   |        |
| Trieste   | Gaeta     | 31 - 31                 | 31 - 24                 |        |

#### Finale Scudetto
| Squadra 1  | Squadra 2 | Gara 1                   | Gara 2                   | Gara 3                   | Gara 4 | Gara 5 |
| ---------- | --------- | ------------------------ | ------------------------ | ------------------------ | ------ | ------ |
| Conversano | Brixen    | Conversano 2 maggio 2006 | Bressanone 6 maggio 2006 | Conversano 8 maggio 2006 |        |        |
| Conversano | Brixen    | 30 - 22                  | 28 - 21                  | 24 - 22                  |        |        |

#### Finale 3º/4º posto
| Squadra 1      | Squadra 2 | Gara 1                 | Gara 2               | Gara 3 |
| -------------- | --------- | ---------------------- | -------------------- | ------ |
| Bologna United | Prato     | Bologna, 6 maggio 2006 | Prato, 9 maggio 2006 |        |
| Bologna United | Prato     | 24 - 24                | 32 - 31              |        |

#### Finale 5º/6º posto
| Squadra 1 | Squadra 2 | Gara 1                | Gara 2                 | Gara 3 |
| --------- | --------- | --------------------- | ---------------------- | ------ |
| Meran     | Trieste   | Merano, 6 maggio 2006 | Trieste, 9 maggio 2006 |        |
| Meran     | Trieste   | 39 - 29               | 28 - 28                |        |

#### Finale 7º/8º posto
| Squadra 1 | Squadra 2 | Gara 1               | Gara 2                 | Gara 3 |
| --------- | --------- | -------------------- | ---------------------- | ------ |
| Gaeta     | Secchia   | Gaeta, 6 maggio 2006 | Rubiera, 9 maggio 2006 |        |
| Gaeta     | Secchia   | 22 - 21              | 28 - 26                |        |

## Campioni
| Campione d'Italia 2005-2006        |
| ---------------------------------- |
| Handball Club Conversano 3º titolo |